# GR 20
GR 20 (Grande Randonnée 20) är en vandringsled på Korsika och en av GR-lederna. Leden är omkring 180 kilometer lång och sträcker sig från orten Calenzana på norra delen av ön till Conca i söder. Leden är indelad i 15 dagsetapper. Vid varje etappmål ligger ett refuge, en bemannad stuga, som erbjuder nattplats, vatten och enklare proviant. Den som vill kan sova i tält utanför stugan, men det är inte tillåtet att bo någon annanstans längs leden än i anslutning till stugorna. Vandringssäsongen pågår från maj till oktober, och det är under denna period stugorna är öppna.
Ofta delar man in GR 20 i den norra och den södra delen (norr resp. söder om Vizzavona). Många vandrar en av dessa sträckor och avslutar sin vandring i Vizzavona då det är lätt att ta sig vidare med tåg därifrån.

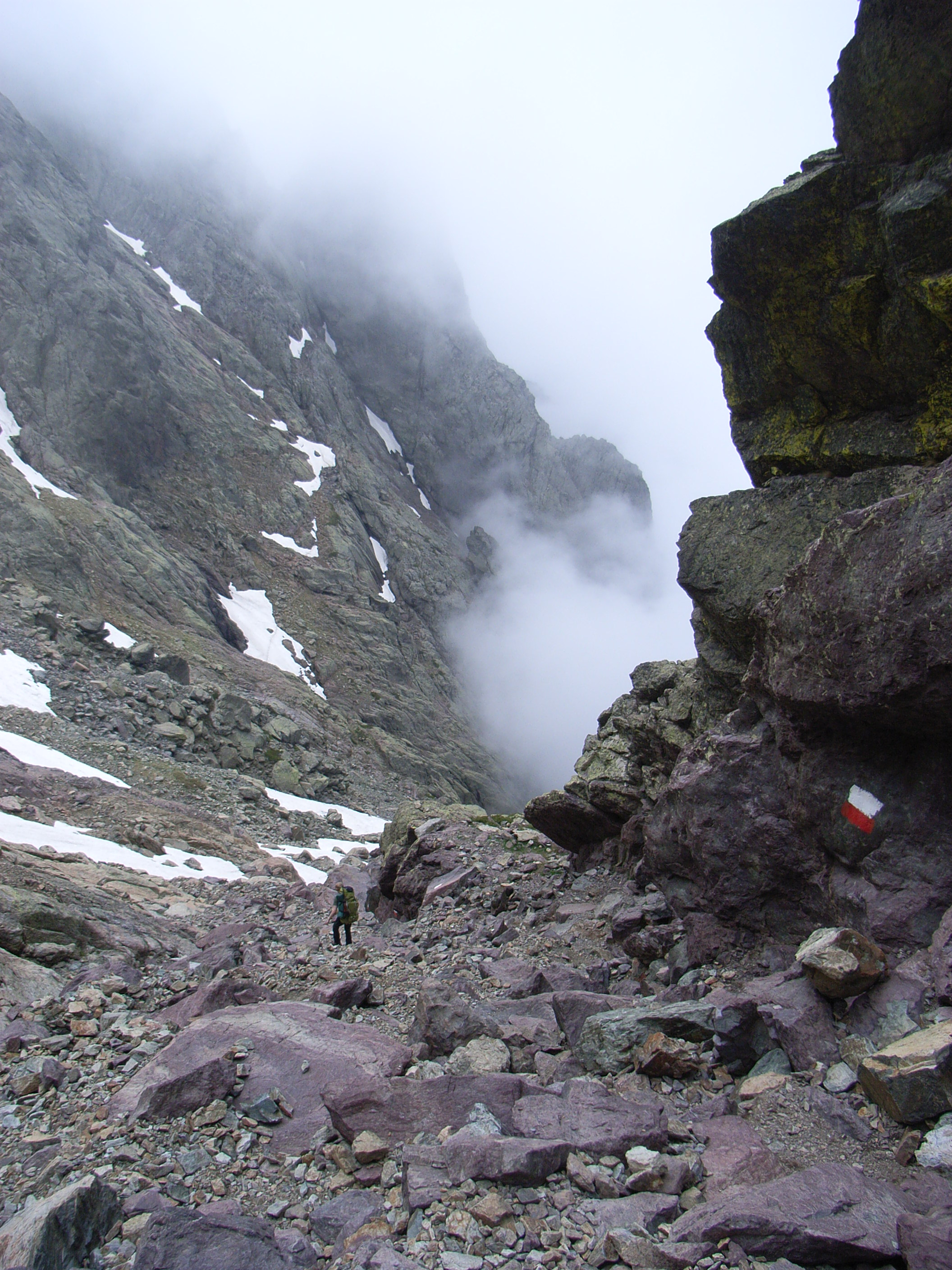
Moln sveper in i dalen Cirque de la solitude. Leden är utmärkt med rödvita markeringar vilket kan ses på klippan till höger.

GR 20 ses allmänt som en krävande vandringsled, både på grund av sin längd och sina stora variationer i höjdled. Etapperna är oftast inte så långa (omkring 8-10 kilometer), men de flesta varierar minst 600 meter i höjdled, och vissa så mycket som 1000 meter. På många ställen är det inte fråga om vandring i vanlig bemärkelse, utan snarare om klättring. En annan försvårande omständighet kan vara vädret. Det är inte ovanligt med snabba väderomlag och det kan bli både kallt, blåsigt och dimmigt på hög höjd. Regn innebär viss fara då det kan göra klipporna hala. I början och slutet av säsongen kan det förekomma snöfall.

## Historik
På vissa sträckor följer leden gamla herdestigar som använts sedan urminnes tider. Delar av dagens led har fungerat som vandringsleder åtminstone sedan 1950-talet, men den moderna GR 20 skapades först 1970 av det franska fotvandringsförbundet. Idén var att göra det möjligt att korsa hela Korsika till fots från nord till syd.